# Новосілки (Томашівський повіт)
Новосілки (або Новосільці, пол. Nowosiółki) — село у Польщі, у ґміні Телятин Томашівського повіту Люблінського воєводства. Населення — 462 особи (2011).

## Історія

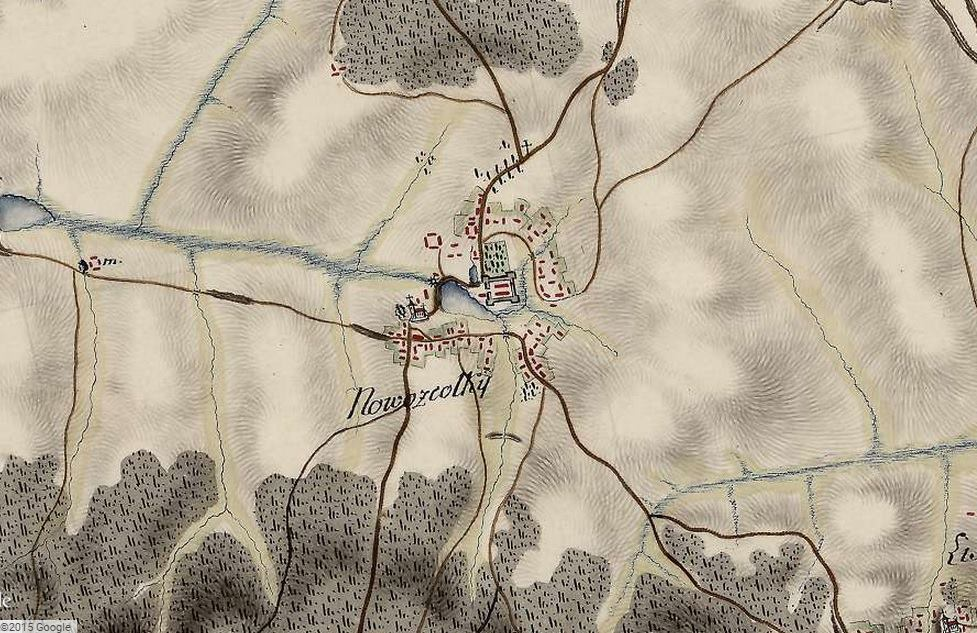
Новосілки на австрійській військово-топографічній мапі 1780 року

1578 року вперше згадується православна церква в селі.
За даними етнографічної експедиції 1869—1870 років під керівництвом Павла Чубинського, у селі здебільшого проживали греко-католики, усе населення розмовляло українською мовою.
За переписом населення Польщі 1921 року в селі налічувалося 122 будинки та 718 мешканців, з них:
- 348 чоловіків та 370 жінок;
- 627 православних, 58 римо-католиків, 33 юдеї;
- 400 українців, 290 поляків, 28 євреїв.

20 квітня 1938 року польська влада в рамках великої акції руйнування українських храмів на Холмщині і Підляшші знищила місцеву православну церкву.
2 квітня 1944 року польські шовіністи вбили в селі 140 українців.
16-20 червня 1947 року під час операції «Вісла» польська армія виселила зі села на приєднані до Польщі північно-західні терени 105 українців. У селі залишився 41 поляк.

## Населення
Демографічна структура станом на 31 березня 2011 року:
|          | Загалом | Допрацездатний вік | Працездатний вік | Постпрацездатний вік |
| -------- | ------- | ------------------ | ---------------- | -------------------- |
| Чоловіки | 229     | 39                 | 161              | 29                   |
| Жінки    | 233     | 39                 | 126              | 68                   |
| Разом    | 462     | 78                 | 287              | 97                   |

## Особистості

### Народилися
- Нестор Затіраха (1899—1980) — український поет, громадський діяч[9].
- Юрій Макар (нар. 1935) — український історик.

## Флора і фауна
Територія села Новосілки, розташованого у ґміні Телятин Томашівського повіту Люблінського воєводства, належить до природної зони, що характеризується помірним континентальним кліматом та перехідними ландшафтами. Природне розмаїття регіону зумовлене поєднанням лісових, лучних та сільськогосподарських угідь.

#### Флора
Рослинний світ села та його околиць представлений типовими для цієї частини Польщі видами, що зростають у лісах, на луках та вздовж водойм.
- Лісова рослинність: Навколишні ліси є переважно мішаними. Тут зустрічаються такі дерева, як сосна звичайна (Pinus sylvestris), дуб звичайний (Quercus robur), береза повисла (Betula pendula) та граб звичайний (Carpinus betinus). У підліску поширені ліщина звичайна (Corylus avellana), бузина чорна (Sambucus nigra) та різноманітні чагарники.
- Лучна рослинність: На відкритих ділянках та біля полів переважають злакові трави, такі як тимофіївка лучна (Phleum pratense) та костриця лучна (Festuca pratensis). Також тут ростуть численні види квітів: конюшина лучна (Trifolium pratense), кульбаба лікарська (Taraxacum officinale), ромашка лікарська (Matricaria chamomilla) та інші.
- Прибережна рослинність: Уздовж річок та струмків, що протікають поблизу села, можна знайти такі рослини, як осока (Carex), очерет звичайний (Phragmites australis) та рогіз широколистий (Typha latifolia).

#### Фауна
Тваринний світ Новосілок представлений видами, які пристосувалися до життя поблизу людських поселень, а також дикими тваринами, що мешкають у лісах та на полях.
- Ссавці: У лісових масивах регіону мешкають лось (Alces alces), дикий кабан (Sus scrofa) та козуля європейська (Capreolus capreolus). З дрібніших ссавців поширені заєць-русак (Lepus europaeus), білка звичайна (Sciurus vulgaris) та лис звичайний (Vulpes vulpes).
- Птахи: Різноманіття пернатих включає як хижих, так і лісових та польових птахів. Тут можна зустріти канюка звичайного (Buteo buteo), сороку звичайну (Pica pica), жайворонка польового (Alauda arvensis) та лелека білого (Ciconia ciconia), який часто гніздиться поблизу сіл.
- Інші види: Територія багата також на земноводних, таких як жаба трав'яна (Rana temporaria), та плазунів, зокрема ящірку прудку (Lacerta agilis). У місцевих водоймах зустрічаються типові види риб.

#### Природоохоронні аспекти
Хоча безпосередньо в Новосілках немає заповідних територій, флора і фауна села є частиною екосистеми Люблінського воєводства, де охорона природи є пріоритетом. Особливу увагу приділяють захисту рідкісних видів рослин і тварин, що перебувають під охороною.